# 広瀬川美術館
広瀬川美術館（ひろせがわびじゅつかん）は、群馬県前橋市千代田町の広瀬川河畔にある私立美術館。

## 概要
前橋市出身の洋画家（二科会所属）である近藤嘉男（1915年（大正4年） - 1979年（昭和54年））が、1948年（昭和23年）に現在の美術館の所在地に、自宅兼アトリエを建設、子供絵画教室「ラ・ボンヌ」と大人向け美術教室「生活造型実験室」を開設した。近藤の没後、美術館としての補修・改築が行われ、1997年（平成9年）に開館した。1998年（平成10年）には「まえばし都市景観賞」を受賞、1999年（平成11年）には、国の登録有形文化財に登録された。
近藤の作品・愛用品のほか、「ラ・ボンヌ」「生活造型実験室」の資料等が常設展示されているほか、定期的に企画展示も開催されている。多目的ホール「シューベルトサロン」が設置され、コンサートやピアノ教室、茶道教室、上州良寛会などの会場として活用されている。
2016年度（平成28年度）、アーツ前橋・群馬大学の連携により、本館を活用した人材育成事業「まえばし未来アトリエ」が行われ、インクルーシブアート教育にかかわるワークショップ、展覧会、コミュニティカフェ、研究会が実践された。

## 建物
- 1948年（昭和23年）建設
- 木造2階建1棟
- 鉄板葺
- 建築面積100m2[5]

## 交通アクセス
- JR両毛線・前橋駅より徒歩約20分。上毛電気鉄道上毛線・中央前橋駅より徒歩約10分。
- JR前橋駅より渋川方面行バスで「千代田町三丁目」下車、徒歩約1分。
- 関越自動車道・前橋インターチェンジより国道17号経由、前橋市街地方面へ15分。